# Mansaku Itami
Mansaku Itami (japonès: 伊丹万作, Itami Mansaku) nascut Yoshitoyo Ikeuchi (池内義豊, Ikeuchi Yoshitoyo; 2 de gener de 1900 – 21 de setembre de 1946) va ser un director de cinema i guionista japonès conegut pels seus retrats crítics, de vegades satírics del Japó i la seva història. És el pare del també director Juzo Itami.

## Carrera
Originari de Matsuyama, Prefectura d'Ehime, Itami es va unir a l'estudi Nikkatsu el 1927, però a l'any següent es va traslladar a la companyia de l'actor Chiezō Kataoka, Chiezō Produccions, on va fer el seu debut com a director amb Adauchi Ruten. Les seves pel·lícules de samurais es van separar de la norma en què no eren epopeies heroiques de la classe que tendia en aquest moment a ser exhaustiva, sinó més aviat sàtires que utilitzen els símbols i la iconografia de la cultura samurai establertes per comentar tant la societat històrica i moderna. El seu treball va ser defensat pel crític de cinema Fuyuhiko Kitagawa. El seu treball més famós és Akanishi Kakita, que es basa en una història de Naoya Shiga i encara sobreviu (a diferència de moltes de les seves altres pel·lícules).
En 1937, va col·laborar amb el director Arnold Fanck en una coproducció germano-japonesa, protagonitzada per la jove Setsuko Hara. Aquesta composició es va convertir en dues pel·lícules lleugerament diferents: Atarashiki Tsuchi (La Nova Terra) al Japó, mentre que Die Tochter donis Samurai (La filla del Samurai) va ser el nom utilitzat a la versió alemanya.
Va morir de tuberculosi en plena popularitat 1946. La seva presència com escriptor va perdurar, ja que recentment, al 1986, a Kokushi Muso se li va acreditar, pel fet de ser una nova versió de la seva pel·lícula 1932 del mateix nom.

## Família
El seu fill Yoshihiro Ikeuchi, que més tard va canviar el seu nom pel de Juzo Itami, pel que va seguir els seus passos, convertint-se en un dels realitzadors japonesos preeminents de finals del segle xx. La seva filla Yukari es va casar amb Kenzaburō Ōe, un novel·lista guanyador del Premi Nobel. Ōe va editar una col·lecció d'assajos del seu sogre.